# Tanner Hall

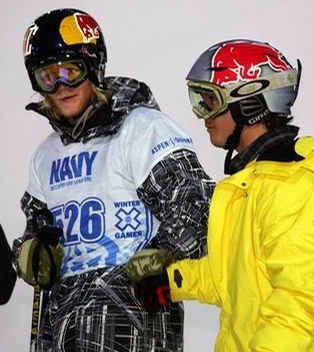
Tanner Hall och Simon Dumont vid vinter X Games 2008.

Tanner Hall, född 26 oktober 1983 i Kalispell i Montana, är en amerikansk extremsportare som åker twintips, det vill säga skidor uppböjda fram och bak så att man kan hoppa och landa baklänges.
Hall har vunnit guld vid vinter X Games sju gånger. 2006 fick han utmärkelsen Best North American Freeskier.
Hall försökte på våren 2005 att hoppa över "Chad's Gap", som är ett gap på 130 fot. Han skulle göra en switch 900 mute, vilket är två och ett halvt varvs helikoptersnurr med korsade skidor och handpåläggning på skidans främre del, men fick för lite fart och bröt båda anklarna. I maj 2009 fick han för mycket fart på ett hopp i Stevens Pass och bröt båda benen.
Hall är en av skaparna till skidmärket Armada och 2010 släppte han filmen Like A Lion: The Tanner Hall Story, som är en dokumentär om hans liv.